# Слухаєвський Сергій Григорович
Сергі́й Григо́рович Слухає́вський (нар.11 лютого 1896 — пом.?) — підполковник Армії УНР.
Походив з родини священика Полтавської губернії. Закінчив Полтавське духовне училище. 26 липня 1915 року Сергій Слухаєвський вступив однорічником до 24-го піхотного запасного батальйону. 5 травня 1916 року він закінчив Душетську школу прапорщиків, був направлений у розпорядження штабу Війська Донського. Останнє звання у російській армії — підпоручик.
З 4 жовтня 1920 року був помічником командира 3-го Чернігівського кінного полку Окремої кінної дивізії Армії УНР.
Подальша доля невідома.